# 平岡工場
平岡工場（ひらおかこうじょう）は、平岡凞、渋沢栄一らによって設立された、日本における初期の鉄道車両メーカー。明治中期に東京市で活動した。日本最初の民間客貨車メーカーである。後に汽車製造と合併した。

## 沿革

### 創業
日本の鉄道車両は、1872年（明治5年）の京浜間鉄道の開業以来、一貫して輸入で賄われてきた。客車・貨車はその後、国内製造が開始されたが、当時は民間の重工業が未熟であったため、これら客貨車の製造は各鉄道事業者が自営工場で行っていた。
工部省鉄道局新橋工場の技師であった平岡凞は、そのような状況を打開して車両のさらなる国産化を推進するには民間に鉄道車両工業を興すべきと考え、1890年（明治23年）、鉄道局を辞して、東京市小石川区の陸軍東京砲兵工廠の敷地・設備を借用し、渋沢栄一や益田孝らと匿名組合平岡工場を設立した。
その後1894年（明治27年）3月末をもって砲兵工廠の借地を返納し、それと同時に匿名組合を解散し、平岡工場は平岡の個人経営となっている。翌4月より本所区の総武鉄道本所駅（現・総武本線錦糸町駅）の隣接地に自前の工場を開設している。

### 発展
1895年（明治28年）には京都電気鉄道へ28人乗り路面電車車両の車体を納入した。これは日本初の営業運転に供された電車であり、後に京都電気鉄道が市営化されて京都市電になった後「N電」と呼ばれた、狭軌線用車両群の第1陣に当たるものであった。
平岡工場は客貨車製造の国内最大手として発展した。1897年（明治30年）末に日本最初の近代的労働組合である鉄工組合が結成された際には、平岡工場からは43人が組合員として参加している。

平岡工場の登場は鉄道車両工業への新規参入の呼び水となり、1896年（明治29年）に日本車輌製造と汽車製造が設立され、1908年（明治41年）には川崎造船所（現・川崎重工業、鉄道車両部門は現・川崎車両）が鉄道車両製造に参入した。中でも汽車製造は、平岡の鉄道局時代の上司である井上勝の会社であったため、1899年（明治32年）の開業にあたり、業界随一の技術と実績を持つ平岡を副社長として迎えている。

### 汽車製造へ譲渡
汽車製造の設立当初から平岡工場の買収構想が出ては消えていたが、平岡工場の経営は順調で多大な利益を出していたため、平岡は汽車製造への工場譲渡を固辞し続けた。しかしついに井上馨や渋沢栄一の説得に折れ、1901年（明治34年）7月に平岡工場の一切を汽車製造に譲渡した。
工場はそのまま汽車製造東京支店となり、1931年（昭和6年）に小名木川駅近辺（現在の江東区南砂）へ移転するまで操業を続けた。その後、跡地には東京楽天地によりレジャー施設が建設され、数度の変遷を経て現在の錦糸町パルコに至っている。

## 年表
- 1890年（明治23年）6月23日 - 東京市小石川区に匿名組合平岡工場が開業[1]。
- 1894年（明治27年）10月31日 - 匿名組合解散。以後、平岡凞の個人経営に移行[1]。
- 1896年（明治29年）3月31日 - 小石川の工場を陸軍省に返納。
- 1896年（明治29年）4月1日 - 東京市本所区に平岡凞の自有工場を開設、操業開始。
- 1901年（明治34年）7月 - 汽車製造合資会社（汽車会社）、平岡凞より平岡工場を譲受。汽車製造東京支店となる。
- 1931年（昭和6年） - 汽車会社東京支店は東京府南葛飾郡砂町に移転。旧平岡工場は閉鎖。

## 製造実績
創業以来製造した客車は約350両、貨車は約1250両と推定される。最初の製品は1890年（明治23年）に納入した足尾銅山馬車鉄道の2軸客車である。翌年には九州鉄道向けの7トン積み無蓋車を製作した。工場を移転した1896年（明治29年）にはボギー客車の製作を始めた。また1900年（明治33年）に製作した京仁鉄道の韓国帝王車は採算を度外視し、素材造作に贅を尽くした車両であった。なお創業以来車両のバネ、車輪、緩衝器は輸入品であった。
| 年度 | 客車 | 貨車 |
| ---- | ---- | ---- |
| 1890 |      | 1    |
| 1891 | 7    | 50   |
| 1892 | 1    | 1    |
| 1893 | 39   | 10   |
| 1894 | 50   | 68   |
| 1895 | 22   | 102  |
| 1896 | 20   | 320  |
| 1897 | 86   | 252  |
| 1898 | 69   | 221  |
| 1899 | 20   | 85   |
| 1900 | 1    | 17   |
| 1901 | 4    |      |
| 1902 |      |      |
| 1903 | 1    |      |
| 1904 |      | 12   |
| 1905 |      | 1    |
| 1906 |      | 1    |
| 合計 | 320  | 1141 |

- 『明治工業史 9　機械編』314頁「第73表 国有客車各年度製造工場別両数調」「第74表 国有貨車各年度製造工場別両数調」による。汽車会社譲渡後も計数があるが原表のとおりとした。この車両のうち客車は元の北海道官設鉄道、日本鉄道、九州鉄道、関西鉄道、甲武鉄道、総武鉄道、参宮鉄道、京都鉄道、西成鉄道である[5]。また私設鉄道（東武鉄道、川越鉄道等）にも実績がある